# Dijaneš
 Dijaneš  falu Horvátországban Zágráb megyében. Közigazgatásilag Vrbovechez tartozik.

## Fekvése
Zágrábtól 32 km-re északkeletre, községközpontjától 5 km-re északnyugatra a megye északkeleti részén fekszik. 

## Története
A falut 1414-ben még nemesi birtokként említik először. Nevét a központjában álló Szent Dénes templomról kapta. 1495-ben a birtokos Borothwa családnak hét portája adózott. 1520-ban plébániája volt. 1553-ban a Mikulich család birtoka volt. 1753-ban a Malikoci és Mocilski családé, 1798-ban a Britvich családnak két úrbéri szessziója volt itt. 1802-ben Jelacsich Julianna birtoka volt. 1857-ben 132, 1910-ben 269 lakosa volt. Trianonig Belovár-Kőrös vármegye Kőrösi járásához tartozott. 2001-ben 162 lakosa volt. 

## Lakosság
| Lakosság változása | Lakosság változása | Lakosság változása | Lakosság változása | Lakosság változása | Lakosság változása | Lakosság változása | Lakosság változása | Lakosság változása | Lakosság változása | Lakosság változása | Lakosság változása | Lakosság változása | Lakosság változása | Lakosság változása |
| ------------------ | ------------------ | ------------------ | ------------------ | ------------------ | ------------------ | ------------------ | ------------------ | ------------------ | ------------------ | ------------------ | ------------------ | ------------------ | ------------------ | ------------------ |
| 1857               | 1869               | 1880               | 1890               | 1900               | 1910               | 1921               | 1931               | 1948               | 1953               | 1961               | 1971               | 1981               | 1991               | 2001               |
| 132                | 130                | 133                | 184                | 217                | 269                | 307                | 289                | 279                | 284                | 277                | 251                | 209                | 188                | 162                |

## Nevezetességei
A falu központjában emelkedő dombon álló Szent Dénes tiszteletére szentelt temploma.

## Külső hivatkozások
Vrbovec város hivatalos oldala